# Borna Barišić
Borna Barišić, född 10 november 1992 i Osijek i Kroatien, är en fotbollsspelare som spelar för Trabzonspor. Han representerar även det kroatiska landslaget.

## Karriär
Den 25 juni 2024 värvades Barišić av turkiska Trabzonspor, där han skrev på ett tvåårskontrakt med option på ytterligare ett år.